# Autocharis librodalis
Autocharis librodalis là một loài bướm đêm trong họ Crambidae.